# Cantón de Montes de Oro
Montes de Oro es el cantón número 4 de la provincia de Puntarenas, en la costa pacífica de Costa Rica. Ubicado en el norte de la provincia, es uno de los cuatro cantones de la provincia de Puntarenas que no tiene límites con el océano Pacífico. Posee una extensión territorial de 244.76 km² y está dividido en 3 distritos. Limita al este con San Ramón de Alajuela, al sur con Esparza y al oeste con Puntarenas. Fue fundado el 17 de julio de 1915. La cabecera es Miramar.
La iglesia ubicada en Cedral de Miramar es patrimonio histórico-arquitectónico de Costa Rica.
Montes de Oro es la principal vía de ingreso y salida para el distrito Arancibia perteneciente a Puntarenas.

## Toponimia
Originalmente la extracción del oro se daba por quema, por lo que el sitio se llamó Los Quemados. En el acuerdo ejecutivo número 18 del 23 de abril de 1897, se cambió el nombre de Los Quemados por el de Montes de Oro para el distrito (en aquel entonces Montes de Oro todavía no era cantón) y el de Miramar para la población principal.

## Historia
El territorio actual del cantón de Montes de Oro estuvo habitado por los indígenas Chorotegas y formó parte de la provincia de Orotina (una de las 5 provincias de los Chorotegas), gobernada por el cacique Gurutiña.
En 1864, pobladores de San Ramón y Grecia emigraron hacia lo que hoy es Montes de Oro, atraídos por rumores de que en el área había oro. Los primeros pobladores que llegaron a la región a mediados de la segunda mitad del siglo XIX fueron Ramón González Alvarado con su familia, Celso González, Antonio Vega, Juan Simón Jiménez y otros.

### Cantonato
Montes de Oro se separó del cantón de Puntarenas mediante ley N.º 42 del 17 de julio de 1915, para formar el cuarto cantón de Puntarenas.

## Ubicación
Montes de Oro se encuentra al norte de la provincia puntarenense, y sus límites son:
- al este con  San Ramón de Alajuela. Los separa el Río Jabonal.
- al sur con Esparza. Los ríos Tiocinto, Guatuso y la quebrada Honda sirven de límite cantonal.
- al oeste con el cantón central de Puntarenas. El límite cantonal está dado por los ríos Aranjuez y San Miguel.

## Geografía

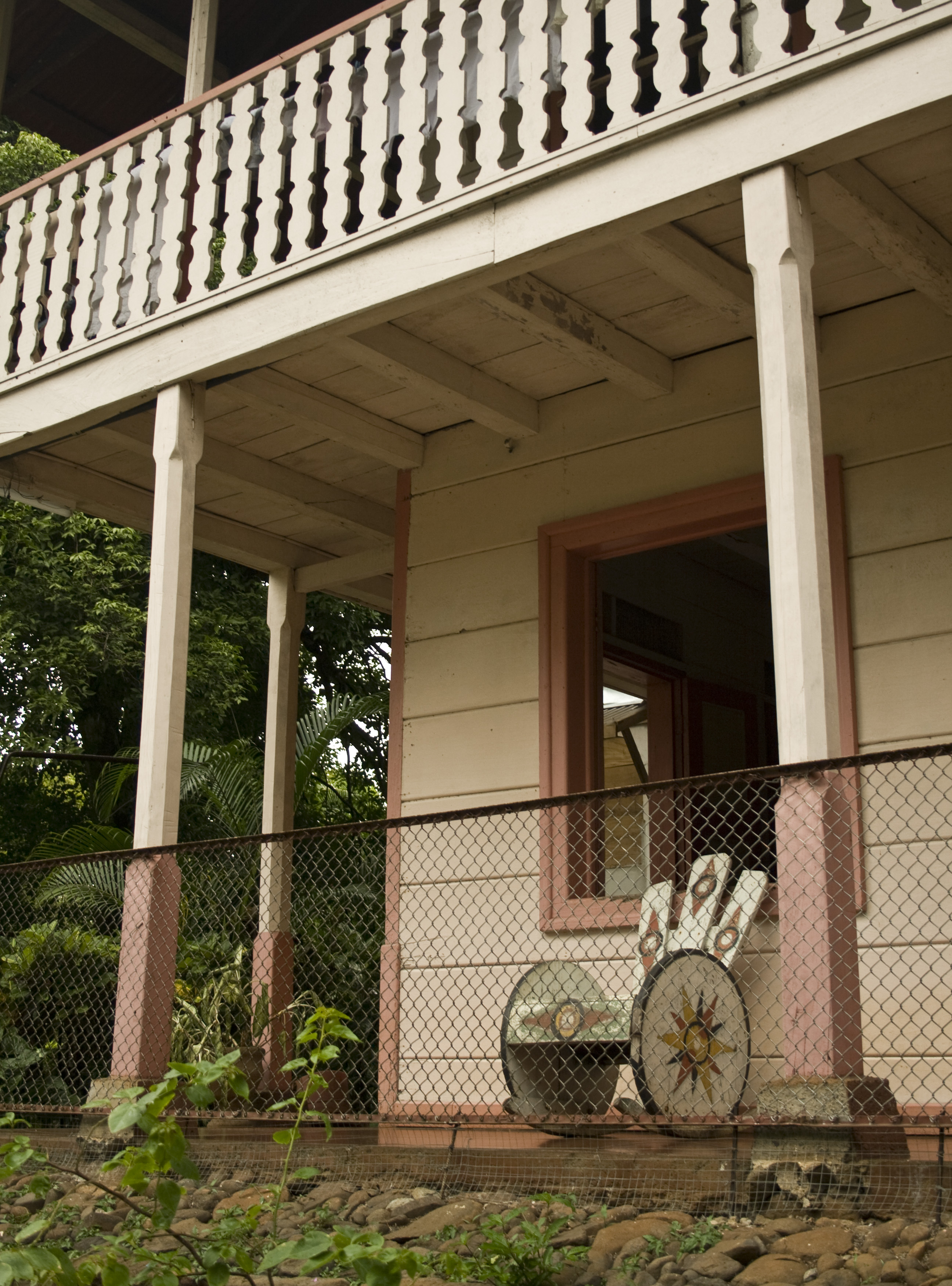
Corredor de vivienda en San Isidro de Montes de Oro.
La arquitectura de la zona muestra adaptaciones al clima imperante, por ejemplo el uso de corredores (zona techada pero sin muros entre la vivienda y el exterior) o la ausencia de vidrios en las ventanas para mantener el flujo de aire fresco hacia el interior de los edificios.

Cantón de Montes de Oro cuenta con un área de 247,59 km² y una altitud media de 306 m s. n. m.

### Clima
El clima del Cantón es variable y sus cambios se deben a las influencias de la cordillera, de los accidentes del terreno y de las brisas marinas que con facilidad ascienden desde el océano, El Cantón de Montes de Oro por tener un clima tropical lluvioso y ofrecer una temperatura promedio de 27 grados Celsius, con dos estaciones bien definidads, presenta características muy particulares en cuanto a flora y fauna, la cual es muy abundante.
La región que comprende el cantón de Montes de Oro, puede ubicarse dentro de lo que se conoce como bosque tropical seco, aunque existen gran variedad de microclimas, lo que hace que exista gran variedad de árboles y plantas que pertenecen a otros tipos de bosques, en especial a los mixtos.

### Hidrografía
Montes de Oro se encuentra en la Vertiente del Pacífico. Sus principales ríos y quebradas son:
- Río Aranjuez
- Río San Miguel
- Río Naranjo
- Río Ciruelas
- Río Seco
- Río Tiocinto
- Quebrada Tigre
- Quebrada Ugalde

Debido al crecimiento urbano desordenado, algunos de estos ríos representan amenazas para los asentamientos humanos.

## Distritos
Está dividido en tres distritos:
1. Miramar
2. La Unión
3. San Isidro

### Leyes y decretos de creación y modificaciones
- Ley 42 de 17 de julio de 1915 (Creación, límites y división distrital de esta Unidad Administrativa, segregada de Puntarenas).
- Ley 30 de 12 de julio de 1916 (Se reforma el artículo 3 de la Ley 42 de 17 de julio de 1915 en cuanto a límites).
- Ley 30 de 3 de julio de 1926 (Cambia de nombre al distrito 3).
- Ley 3549 de 16 de septiembre de 1965 (Límites del distrito Barranca colindante con este cantón).
- Ley 3615 de 10 de diciembre de 1965 (Título de ciudad a la villa Miramar).

### Cartografía
- Hoja del mapa básico, 1:50 000 (IGNCR): Chapernal, Juntas, Miramar, San Lorenzo.

## Demografía
Para el año 2022, Cantón de Montes de Oro cuenta con una población estimada de 16 395 habitantes, y para el último censo efectuado, en 2011, Cantón de Montes de Oro contaba con una población de 12 950 habitantes.
De acuerdo al censo nacional del 2011, la población del cantón era de 12 950 habitantes, de los cuales, el 4,3 % nació en el extranjero. El mismo censo destaca que había 3929 viviendas ocupadas, de las cuales, el 62,5 % se encontraba en buen estado y había problemas de hacinamiento en el 3,9% de las viviendas. El 68,5% de sus habitantes vivían en áreas urbanas.
Entre otros datos, el nivel de alfabetismo del cantón es del 96,4%, con una escolaridad promedio de 7,8 años.
Para el año 2012 presentaba un alto índice de desarrollo humano (0.778) según el Programa de las Naciones Unidas para el Desarrollo.

## Cultura

### Educación
Los oromontanos lucharon desde tiempos atrás por el desarrollo educativo de sus pobladores. Existen indicios de que desde 1893, funcionó el primer "local escolar" improvisado, sólo para niñas y a cargo de Rufina González. Con el tiempo se dieron diversos intentos para la construcción de varias escuelitas, las cuales eran abatidas por los fuertes vientos que caracterizan esta zona. 
Según Guerra (1992), fue hasta 1957 cuando se logró construir el actual edificio se pensó en seleccionar el nombre. Con el Decreto N. 134 del 30 de octubre de 1962, en La Gaceta N.3796, del 14 de noviembre, se bautiza la escuela de Miramar con el nombre de José María Zeledón Brenes, creador de la letra del Himno Nacional de Costa Rica.

### Escudo
El escudo de Montes de Oro se compone de diversos elementos:
- Una banda color celeste, donde se indica el nombre del cantón.
- Una torre de ladrillo, de color dorado.
- Un escudo dividido en tres secciones, que representan elementos importantes para la existencia de Montes de Oro: educación, ganadería y un paisaje minero, donde también se representa la vista al Golfo de Nicoya que caracteriza a las montañas del cantón. En dicho escudo también se representan un pico y una pala, símbolo de la labor minera y agrícola
- Dos ramas unidas por un lazo rojo.
- Otra banda celeste, donde se indica "1915", año de fundación del cantón.

## Economía
A pesar de sus riquezas naturales, sufre (como otras zonas costeras) por el desempleo y la inestabilidad económica, pues su economía sigue siendo eminentemente agrícola y ganadera, y ambas cosas son sensibles a las fluctuaciones del mercado. Es de importancia económica para el cantón la producción arrocera. Otros sectores económicos en crecimiento son el comercio, el turismo rural comunitario y los servicios. La riqueza aurífera de las montañas de la región da origen al nombre del cantón.
El censo nacional de 2011 detalla que la población económicamente activa se distribuye de la siguiente manera:
- Sector primario: 12,8 %
- Sector secundario: 20,5 %
- Sector terciario: 66,7 %

### Sector primario
Una alta proporción de las familias de cantón viven de la agricultura.

### Sector secundario
En Montes de Oro se ubica la empresa Industrial Belina Montes de Oro (perteneciente a Grupo Nutresa desde 2021), una de las mayores empresas comercializadoras de alimentos para mascotas y animales de granja en el país; y fuente de empleo importante en la zona.
Adicionalmente, en el cantón se encuentra la Mina Bellavista, cuyas labores de extracción áurea han causado polémica entre los habitantes del cantón.

### Sector terciario
El sector de los servicios también tiene crecimiento en el cantón. Muchas nuevas tecnologías, en particular la informática, la telefonía celular y el diseño de páginas web constituyen el mayor desarrollo tecnológico en la región.
Al Norte de Montes de Oro existen lugares aptos para el turismo ecológico, rural y de aventura. Entre dichos lugares podemos resaltar Cedral y Santa Marta (al noroeste de Bajo Caliente).

## Infraestructura

### Transporte
Montes de Oro se comunica con el resto del país por medio de la carretera Interamericana Norte, que cruza el cantón a la altura del distrito de San Isidro y el Sur del distrito de Miramar. Un ramal de dicha carretera comunica a Miramar con la carretera Interamericana Norte a la altura de Cuatro Cruces.

## Principales instituciones
- Clínica de la Caja Costarricense de Seguro Social y Sucursal de CCSS
- Ministerio de Salud
- Hogar de Ancianos, Fray Casiano de Madrid
- Parroquia de Miramar
- Instituto Costarricense de Electricidad (ICE)
- Banco Nacional de Costa Rica
- Benemérito Cuerpo de Bomberos de Costa Rica
- Delegación Policial de la Fuerza Pública